# Рябов, Александр Александрович (Герой Советского Союза)
Алекса́ндр Алекса́ндрович Ря́бов (28 августа 1926, Федяево, Рязанская губерния — 10 мая 1971, Ростов-на-Дону) — советский автоматчик, гвардии красноармеец, Герой Советского Союза.

## Биография
Родился 28 августа 1926 года в селе Федяево Сасовского уезда Рязанской губернии (ныне Шацкий район Рязанской области) в семье крестьянина. Окончив 5 классов школы, работал в колхозе.
В конце 1943 года Каверинским райвоенкоматом был призван в армию, с июня 1944 года — в боях Великой Отечественной войны.
При освобождении Белоруссии, будучи автоматчиком моторизованного батальона 26-й гвардейской танковой бригады (2-й гвардейский танковый корпус, 3-й Белорусский фронт), в селе Задровье (Оршанский район) 26 июня уничтожил 37 солдат и офицеров противника, девятерых взял в плен. В районе села Пасырево (Круглянский район), находясь на броне танка, из автомата с ходу расстрелял колонну немцев, первым ворвался в концентрационный лагерь и, вместе с другими бойцами обезвредив охрану, освободил из плена около 200 человек.
30 июня 1944 года при освобождении Борисовского района (Минская область) А. А. Рябов в составе танкового десанта переправился по горящему мосту через реку Березину около деревни Чернявка, лично уничтожил вражеский пулемётный расчёт. При поддержке артиллерии и десанта выбил противника из населённого пункта, чем способствовал взятию переправы и предотвращению взрыва моста. При дальнейшем наступлении танковый десант первым вошёл в Минск и занял железнодорожную станцию, что лишило врага возможности отступать по железной дороге.
В бою 10 июля 1944 года был ранен.
В марте 1945 года Рябову было присвоено звание Героя Советского Союза.
После окончания войны гвардии сержант А. А. Рябов служил в авиационной части в Ярославле. После демобилизации вернулся и работал слесарем, затем заведующим фермой в Федяево Шацкого района. Позднее переехал в Ростов-на-Дону, где работал электросварщиком на авторемонтном заводе. В 1957 году вступил в КПСС.
Скончался 10 мая 1971 года, в возрасте сорока четырёх лет.

## Награды
Указом Президиума Верховного Совета СССР от 24 марта 1945 года за образцовое выполнение боевых заданий командования на фронте борьбы с немецкими захватчиками и проявленные при этом отвагу и геройство гвардии рядовому Рябову Александру Александровичу присвоено звание Героя Советского Союза с вручением ордена Ленина и медали «Золотая звезда».

## Память

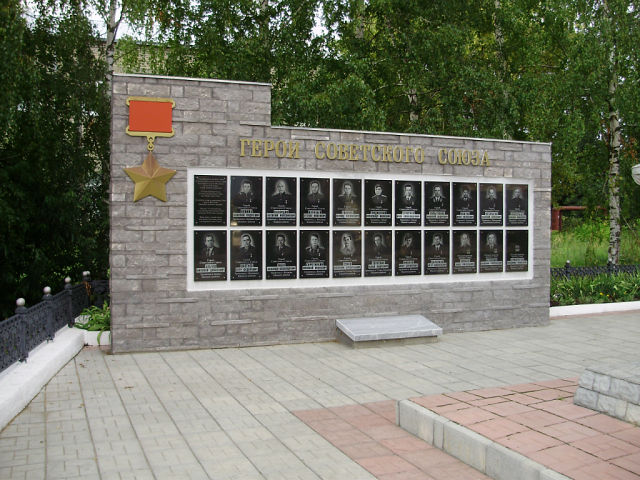
Стена славы в Шацке

- Имя Александра Рябова увековечено в мемориале «Стена Славы» города Шацка.
- Имя А. А. Рябова носят улица и школа в родном селе Федяево, в которой он учился.